# Гипотеза Каратеодори
Гипотеза Каратеодори — гипотеза, приписываемая Константину Каратеодори, которую Ганс Людвиг Гамбургер высказал на сессии Берлинского Математического Общества 1924. Каратеодори публиковал статьи на это тему, но никогда не приводил гипотезу в своих сочинениях. Джон Идензор Литлвуд в своей книге упоминает гипотезу и вклад Гамбургера как пример математического утверждения, которое легко сформулировать, но трудно доказать. Дирк Ян Стройк описывает в своей статье формальную аналогию гипотезы с теоремой о четырёх вершинах для плоских кривых. Современные ссылки на гипотезу — список проблем Яу Шинтуна, книги Марселя Берже,  а также книги Николаева, Стройка, Топоногова и Алексеевского, Виноградова, Лычагина.

## Формулировка
Любая выпуклая замкнутая и достаточно гладкая поверхность в трёхмерном евклидовом пространстве содержит по меньшей мере две точки округления. 

### Замечания
Например эллипсоид вращения имеет ровно две точки округления.
При этом все точки сферы являются точками округления.

## Частные результаты
Была заявка Стефана Кон-Фоссена  на Международный конгресс математиков 1928 в Болонье и в издании 1929 года третьего тома книги  «Дифференциальная геометрия» Вильгельм Бляшке писал:

Пока книга готовилась к печати Кон-Фоссен смог доказать, что замкнутые вещественно-аналитические поверхности не имеют омбилических точек с индексом > 2 (приглашённый доклад на ICM в Болонье 1928). Это доказывает гипотезу Каратеодори для таких поверхностей, а именно, что поверхности дожны иметь по меньшей мере две омбилики.

Здесь индекс Бляшке равен удвоенному обычному индексу омбилической точкой и глобальная гипотеза следует из теоремы Пуанкаре о векторном поле. Никаких статей не было издано Кон-Фоссеном до Международного Конгресса, а в дальнейших переизданиях книги Бляшке вышеупомянутые комментарии были удалены. Отсюда логично сделать вывод, что работа была неубедительной.
Для аналитических поверхностей утвердительный ответ для гипотезы дал в 1940 Ганс Людвиг Гамбургер в длинной статье, опубликованной в трёх частях. Подход Гамбургера основывался также на оценке индексов изолированных омбилических точек, из которой, как он показал в более ранних работах, вытекает гипотеза Каратедори. В 1943 Джеррит Бол предложил более короткое доказательство (см. также Бляшке), но в 1959 Тилла Клотц нашла и исправила пробел в доказательстве Бола. Её доказательство, в свою очередь, было объявлено неполным в диссертации Ганспетера Шербела (никаких результатов, связанных с гипотезой Каратеодори, Шербел не опубликовал, по меньшей мере до июня 2009). Среди других публикаций следует упомянуть работы Титуса, Сотомайора и Мелло, Гутьереса.
Все упомянутые выше доказательства основываются на сведении Гамбургера гипотезы Каратеодори к следующей гипотезе: индекс любой изолированной омбилической точки не превосходит единицы. Грубо говоря, основная трудность заключается в разрешении сингулярности, генерируемой точками округления. Все упомянутые выше авторы разрешают сингулярность индукцией по «степени вырождения» точки округления, но ни один из авторов не описал процесс индукции ясно.
В 2002 Владимир В. Иванов просмотрел работу Гамбургера по аналитическим поверхностям и написал следующее:

Во-первых, имея в виду аналитические поверхности, мы со всей ответственностью заявляем, что Каратеодори был прав. Во-вторых, мы знаем, как это может быть строго доказано. В-третьих, мы намерены изложить здесь доказательство, которое, на наш взгляд, убедит любого читателя, если только он действительно готов преодолеть вместе с нами долгий и совсем не легкий путь.

Сначала он проследовал по пути, предложенному Герритом Болом и Тиллой Клотц, но позднее он предложил свой собственный путь разрешения сингулярности, в котором критическое значение принадлежит комплексному анализу (более точно, технике, использующей аналитические неявные функции, подготовительную теорему Вейерштрасса, ряд Пюизё и циркулярные системы корней).
В 2008 Гилфойл и Клингенберг объявили о доказательстве глобальной гипотезы для поверхностей гладкости C3,\alpha. Их метод использует нейтральную кэлерову геометрию квартики Клейна, поток средней кривизны, теорему Римана — Роха об индексе и теорему Сарда — Смейла на регулярных значениях операторов Фредхольма.
Однако их статья так и не была опубликована.
В 2012 Гоми и Ховард показали, используя преобразование Мёбиуса, что глобальная гипотеза для поверхностей с гладкостью C2 может быть переформулирована в терминах числа омбилических точек графиков некоторых асимптотик градиентов.